# 拖雷
拖雷（意为“镜子”；1192年—1232年10月9日），又译脱鸾，清朝改译圖類、圖壘，又称四大王、四太子、太上皇，是成吉思汗与孛儿帖的幼子。拖雷在早期蒙古征戰中为杰出将领，1227年成吉思汗驾崩后，拖雷本是继承皇位的有力人选，担任大蒙古国监国，直至两年后兄长窝阔台即位。拖雷之妻为唆鲁禾帖尼别吉，二人育有四子，年长三子依次为大蒙古国第四位皇帝蒙哥、第五位皇帝忽必烈、伊兒汗国创建者旭烈兀。
在父亲崛起期间，拖雷不及兄长术赤、察合台、窝阔台活跃，但成年后，他勇冠弟兄四人。蒙古首次入侵金朝（1211年—1215年），拖雷即统率父亲麾下的军队作战。比及蒙古入侵花剌子模王朝，拖雷战功赫赫，声誉远扬。1220年河中地区诸城沦陷，翌年初，因呼罗珊扰及蒙古军队，成吉思汗遣拖雷往征呼罗珊地区。拖雷冷酷高效执行父亲命令，强攻马鲁、你沙不儿、也里等大城市，并征服许多其他城市。中世纪编年史家称，拖雷下令在你沙不儿、马鲁两城屠城，死者逾三百万；尽管现代历史学家认为此数有夸大之嫌，但亦足证拖雷征战异常残暴。
蒙古传统继承制度属幼子继承制，拖雷素为继承父亲皇位的首要人选。术赤因可能出身不正、察合台因过于傲慢，皆被排除，拖雷的地位愈发稳固。但成吉思汗最终未选拖雷，而是选择以慷慨著称的窝阔台。1227年中，成吉思汗驾崩，彼时拖雷正随父征战，因是幼子的缘故，遂担任监国，主持安葬父亲及国家政务。或许因拖雷有意当皇帝，致使空位期延长至两年；不过，他最终臣服于窝阔台，窝阔台于1229年即皇帝位。
1230年，蒙古重启对金朝战事，拖雷随窝阔台出征。此战获胜，两年后他们返回蒙古故地。1232年末，拖雷薨逝，死因未明。官方记载，拖雷在萨满仪式中，为救窝阔台免受诅咒而亡；亦有其他说法，认为他死于酗酒，或遭窝阔台下毒而死。拖雷薨逝后，唆鲁禾帖尼接管他的领地与财产，聚敛财富，广纳支持者，以确保窝阔台之子贵由驾崩后，自己儿子蒙哥于1251年得以登极为皇帝。

## 生平

### 父亲在世时期（1192年—1227年）
拖雷出生年份存有争议；历史学家艾骛德认为他生于1191年或1192年，而汉学家牟复礼、保罗·拉契涅夫斯基则断定他生于1180年代末。拖雷是铁木真（即日后之成吉思汗）与元配孛儿帖第四子；他三位兄长依次为术赤（约生于1184年）、察合台（约生于1185年）、窝阔台（约生于1186年）。拖雷另有同胞姐妹五人，按出生顺序依次为豁真、扯扯亦坚、阿剌合、秃满伦、阿儿塔隆。“拖雷”（意为“镜子”）一名在英语中有“Tolui”、“Toli”、“Tuluy”等字母转写形式 。历史学家涂逸珊推测，“拖雷”曾是成吉思汗想用以取代“斡赤斤”（otchigin）称谓的名号，“斡赤斤”传统上授予幼子。
约1196年，铁木真征讨塔塔儿人后不久，当时尚年幼的拖雷遭绑架未遂，此事见载于两部史料：13世纪蒙古语史诗《蒙古秘史》及14世纪波斯历史学家拉施德丁所著《史集》。据《蒙古秘史》记载，五岁的拖雷被将军博尔忽之妻阿勒塔泥所救，阿勒塔泥揪住塔塔儿绑架者合儿吉勒失剌不放，直至另两名蒙古人哲台、者勒蔑将他砍杀；而拉施德丁则称，拖雷为孛儿帖养子失吉忽秃忽所救，彼时失吉忽秃忽尚年少，得附近一只蒙古牧羊犬相助而救出拖雷。1203年，克烈部可汗脱斡邻勒兵败身死，拖雷与脱斡邻勒的侄女唆鲁禾帖尼别吉与孙女脱古思可敦结婚，两位妻子皆为聂斯脱里派基督徒。拖雷与唆鲁禾帖尼于1209年生长子蒙哥，忽必烈、旭烈兀分别于1215年、1217年相继降生，幼子阿里不哥则在十余年后才诞生。拖雷亦与乃蛮部汗子屈出律之女领忽木结婚，与她育有一子忽睹都。
1206年，铁木真在忽里勒台获尊号“成吉思皇帝”，是为成吉思汗，拖雷被视为铁木真四子中最善战者。入侵金朝期间，拖雷统军作战；成吉思汗围攻西京（今大同市）时中流矢受伤，遂将围城军队指挥权付与拖雷，直至蒙古军队撤离。1213年秋，筹备攻打居庸关时，拖雷与姐夫赤窟一同攀登德兴府城墙。

#### 呼罗珊战役（1221年）

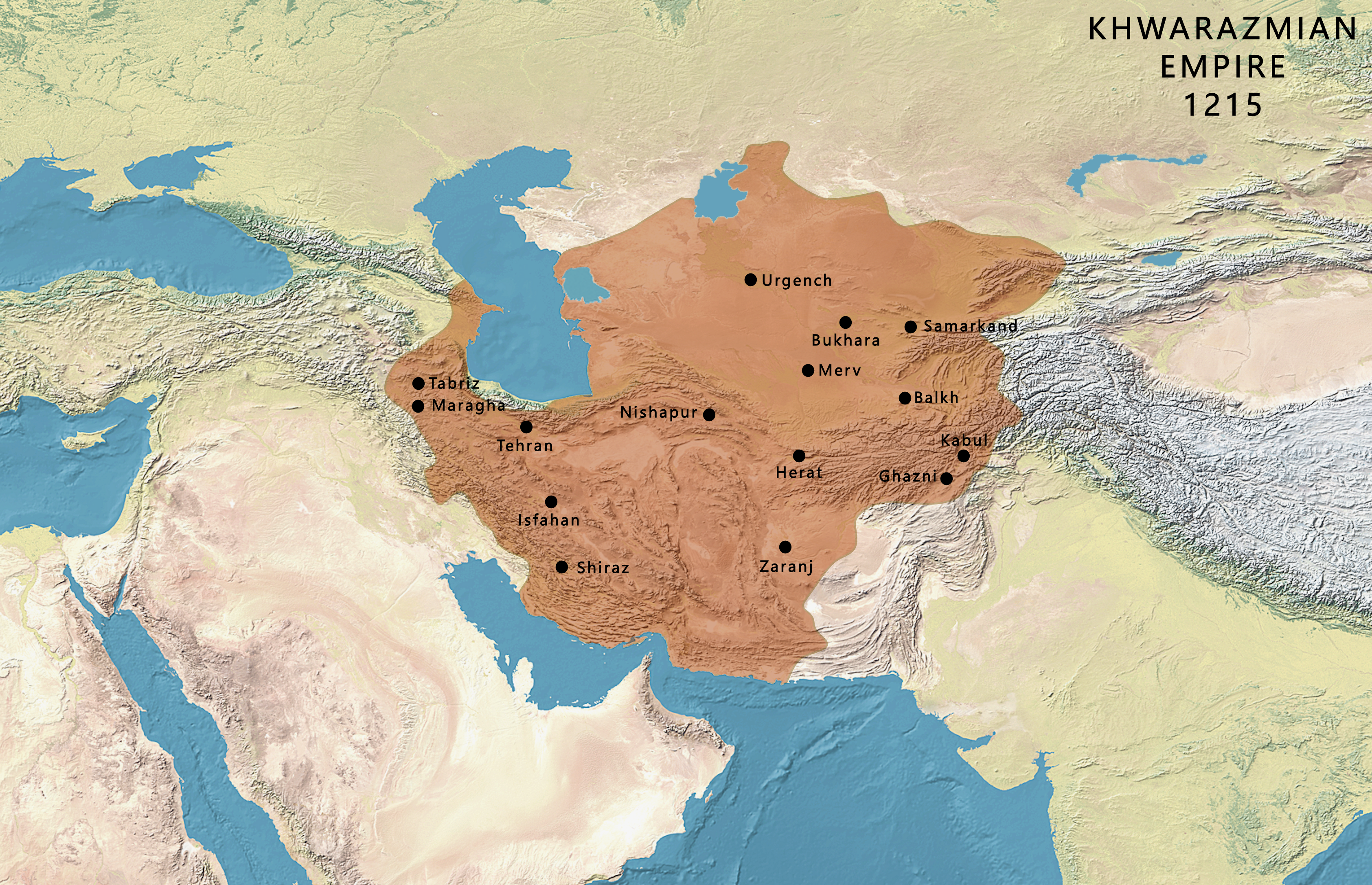
1215年花剌子模王朝地图；拖雷此战征服花剌子模王朝的中心区域呼罗珊。

自1219年蒙古入侵花剌子模王朝始，拖雷起初跟随父亲军队。1220年初，他们绕过正遭围攻的讹答剌，进攻河中地区主要中心城市——花剌子模王朝的都城撒麻耳干及其邻城不花剌。不花剌于2月经快速围攻而沦陷，撒麻耳干亦于当年5月至6月被攻克。成吉思汗挥师南下，进入突厥斯坦山脉，令军队在此休整度夏。其间，将领者别、速不台西进，成吉思汗的三位年长儿子亦各自开展军事行动；入秋，成吉思汗出兵攻克忒耳迷。1220年末至1221年初冬季，拖雷与父亲在今塔吉克斯坦境内瓦赫什河上游平叛。此时，者别与速不台已在伊朗西部过冬，此前臣服于他们的呼罗珊地区诸城渐生反意；1220年11月，成吉思汗的女婿脱忽察儿率军至你沙不儿城下，为城中激烈抵抗的市民所杀。1221年初，成吉思汗攻克巴里黑，继而围攻塔里寒期间，获悉花剌子模算端札兰丁击败蒙古将领帖客扯客，遂留部将继续围攻塔里寒，自己前往哥疾宁。成吉思汗因应对札兰丁而分身乏术，遣拖雷前往呼罗珊，务使这片广袤富庶之地无反抗势力。拖雷的任务是以任何可能手段平定并征服呼罗珊地区及其城市。历史学家约翰·安德鲁·波义耳说：“拖雷彻底完成这项（征服呼罗珊的）任务，而该地区从此元气大伤，再未恢复”。
拖雷的军队由每十人抽一人的蒙古入侵部队与花剌子模应征兵组成；历史学家卡尔·斯韦尔德鲁普估计拖雷的兵力约7,000人。拖雷自巴里黑西进，抵达今阿富汗与土库曼斯坦边境的马鲁恰克，渡过穆尔加布河及其左岸支流库什克河，从南逼临马鲁城。2月24日夜，拖雷伏击突厥蛮袭击者部队；夜袭之下，突厥蛮人猝不及防，未为蒙古人所杀或溺死于河里者，皆作鸟兽散。翌日，蒙古人抵至马鲁城。拖雷勘察马鲁城六日，断定城防坚固，可抵御长时间围攻。第七日，蒙古人发动总攻，马鲁城中市民两次从不同城门突围，皆未得逞，遂丧失抵抗意志。次日，马鲁城长官得到蒙古人会公平对待城中百姓的承诺，向蒙古人开城投降。然而，拖雷背约，令驱赶马鲁全城百姓到城外，尽皆屠戮，仅留400名工匠与少数孩童为奴隶。据载，每名蒙古士兵受命屠杀三四百人；同时代编年史家伊本·阿昔儿估计死亡人数达70万，而数十年后著《世界征服者史》的编年史家阿塔·蔑里克·志费尼记载，赛夷也速丁·纳撒巴耗时十三日清点马鲁城内死者，得出数字130多万。
与此同时，拖雷率军向西南进逼你沙不儿。你沙不儿在战时变故频仍。早在近一年前的1220年4月18日，花剌子模算端摩诃末二世为躲避蒙古军在河中地区的进攻，逃至你沙不儿。同年5月中旬，摩诃末二世弃你沙不儿城而逃，恰好躲过翌日抵达的者别与速不台军队。你沙不儿城向二位将领投降，者别敦促他们拆除城墙，并为路过的任何蒙古军队提供粮草。然而你沙不儿城未听从这些指令，反而为蒙古人制造麻烦，脱忽察儿试图加强管控，却为市民所杀。已故算端摩诃末二世的长子兼继承人札兰丁，为躲避蒙古人对花剌子模王朝都城玉龙杰赤的持续围攻，至你沙不儿城，仅停留一两日，便于1221年2月10日启程前往哥疾宁。札兰丁刚离开你沙不儿不久，追击的蒙古人即至，旋即展开追捕，但被他逃脱。
拖雷于4月7日抵达你沙不儿城，城中百姓见他率大军携带大量攻城器械，顿失信心，寻求商定投降条件。因驸马被杀对蒙古人是奇耻大辱，所有提议皆遭拒绝；当日，蒙古人即攻城，4月9日攻破城墙，翌日攻陷沙不儿城。据志费尼记载，为给脱忽察儿报仇，蒙古人奉命将你沙不儿城夷为平地；脱忽察儿的遗孀率护卫入你沙不儿城，亲自监督蒙古人屠杀全城百姓，蒙古人仅留400名工匠运往蒙古。与马鲁不同，你沙不儿所有孩童皆被杀，据称多达1,747,000人的尸体（含城中猫狗）堆积如山。随后你沙不儿城被犁为平地。拖雷在行军穿越该地区时，亦派遣分队攻打周边八瓦耳、奈撒、徒思、札只儿木等城镇。
也里是呼罗珊最后一座大城市，其命运一直存在些许争议。20世纪早期历史学家瓦西里·弗拉基米洛维奇·巴托尔德援引一部15世纪也里地方史称，除札兰丁的守军外，也里城中居民未遭屠戮；编年史家明哈札丁·朱兹贾尼曾在也里附近山寨与蒙古人作战，记载也里城经八个月围攻而沦陷，全城百姓皆遭屠戮。如今，得益于20世纪初重新发现、1944年出版的赛义夫所著《也里史》，可知也里曾遭两次围攻。第一次围攻起于一名蒙古使者在也里城中被处决，拖雷盛怒之下，发起为期八日的总攻，最终蔑力（地方长官）战死。彼时拖雷骑马至护城河边缘，宣称若城中居民投降，可免一死。与马鲁不同，蒙古人践守承诺，仅杀死也里城中札兰丁的12,000名守军。拖雷任命蒙古监官忙哥台治理也里城，于1221年中期离开该地区，前往塔里寒与父亲会合。随后当地百姓反叛，杀死忙哥台，蒙古将领额勒只带率军围攻也里数月，至1222年6月才攻克也里城，蒙古人奉额勒只带之命，洗劫也里城，在为期七天的大屠杀中，据说杀害160万至240万人。
传统所记拖雷在呼罗珊战役的死亡人数，现代历史学家认为有夸大之嫌。马鲁、你沙不儿、也里三城，实际承载人口远低于所报道的数字，且有记载称，被毁之城人口几近奇迹般恢复——1221年11月，马鲁城再次反叛，成吉思汗养子失吉忽秃忽前往平叛，据说蒙古人在马鲁处死10万人。不过，此等数字显然清楚表明一场极为严重的人口灾难，以至于当地居民都难以估量其破坏程度。历史学家彭晓燕提出，蒙古人遽然将东亚注重实效且残酷的战争手段，引入相较平和的穆斯林世界，是造成此番文化冲击的因素。

### 监国与皇位继承问题（1227年—1229年）

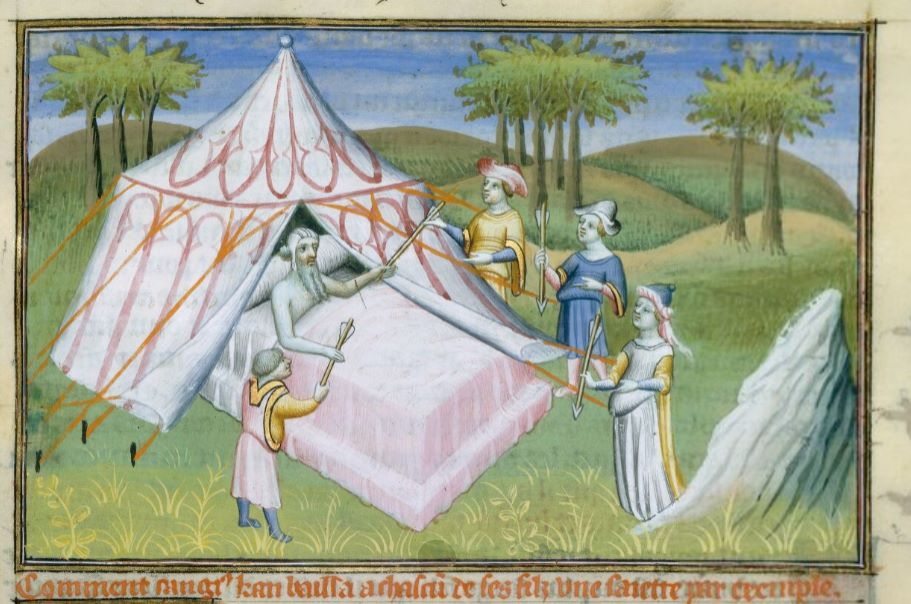
取自15世纪早期《马可·波罗游记》手稿中微型画，描绘成吉思汗临终前向诸子交代后事。

蒙古草原各部落并无固定的继承制度，但常默许某种形式的幼子继承制，即幼子继承，理由是幼子不像诸兄长有时间招揽追随者，故而需要借助父亲的遗产；但幼子继承制仅适用于财产，不涉及头衔。成吉思汗依蒙古分封制度，将土地与人口作为财产，分配给近亲家族成员。成吉思汗的三个同母弟合撒儿、合赤温、帖木格及异母弟别勒古台获封东部大兴安岭一带的土地，而三个年长儿子获封西部土地：术赤的封地沿额尔齐斯河延展，囊括西伯利亚及钦察人的领地；察合台的封地为突厥斯坦阿力麻里周边原西辽领土；窝阔台的封地在准噶尔盆地；窝阔台所获封地面积相对较小，因他当上皇帝后可得到大量私人领地；拖雷获封阿尔泰山附近的蒙古本土。
《蒙古秘史》记载，1219年成吉思汗准备征讨花剌子模，应次妻也遂之请，选定皇位继承人。拉施德丁则称，此决定是在皇帝最后一次征讨西夏之前做出。不论何时，彼时五位可能的皇位候选人分别为：成吉思汗的四个嫡子及他的幼弟帖木格，帖木格竞争力最弱，从未被认真考量。术赤尽管出生于母亲孛儿帖遭蔑儿乞人掳掠强奸之后，极有可能非成吉思汗亲生，但成吉思汗对此并不十分介怀；不过，时异事殊，他与术赤愈渐疏远。这是因为术赤更倾向于留驻并扩充自己的封地，他在玉龙杰赤之战中不愿摧毁此座日后属于自己领地的富庶城市，且未按正常份额上缴战利品给皇帝，致使矛盾加剧。1223年，术赤拒赴忽里勒台，据称忙于狩猎，成吉思汗闻之大怒，正考虑派窝阔台和察合台将他带回，却传来术赤病重薨逝的消息。
察合台对术赤可能即位的态度，他曾称兄长为“蔑儿乞惕种”，且在父亲面前与他争吵，令成吉思汗觉得他顽固、傲慢、心胸狭隘，尽管他颇为精通蒙古法律惯例。察合台既被排除，窝阔台和拖雷遂为两大主要皇位候选人。拖雷军事才能无疑更为出色，他在呼罗珊的征战摧毁花剌子模王朝，而窝阔台的统兵作战能力远不及他，且即便以蒙古人的标准来看，他酗酒也颇为严重。然而，窝阔台深受举国上下喜爱，以慷慨、谦恭、乐于调解与妥协闻名。窝阔台自知军事才能欠缺，故而信赖有能力的下属。相较拖雷，窝阔台更有可能维护蒙古传统，拖雷之妻唆鲁禾帖尼为聂斯脱里派基督徒，还是诸多其他宗教的庇护者。
1227年，成吉思汗征讨西夏时驾崩，拖雷随侍在侧。身为幼子，拖雷担任监国，主理大蒙古国事务；或许借鉴以往传统，他开创皇帝驾崩后应如何行事的先例，其中包括暂停蒙古军队一切军事进攻，由监国主持一段长时间哀悼期，及召开忽里勒台提名选定皇位继承人。拖雷监国期间，一直和母亲孛儿帖待在一起，同时始终是大蒙古国实际统治者。这对拖雷而言是个契机。拖雷仍是皇位有力竞争者，且得术赤家族支持。然而，任何由成吉思汗提拔厚待的将领参加的忽里勒台，都会毫无疑问遵循前任统治者意愿，拥立窝阔台为皇帝。有人认为，拖雷不愿召开忽里勒台，正是因为深知此举会危及自己的野心。最终，拖雷在谋士移剌楚才劝说下，召开忽里勒台；1229年，大会拥立窝阔台为皇帝，据记载，拖雷率先拥护新皇帝，不过，《蒙古秘史》的作者偏向拖雷一系，可能有夸大他的作用之嫌。

### 窝阔台在位时期与拖雷之死（1229年—1232年）
窝阔台在位初期，金朝于陕西的残余势力，颇为棘手：1230年，金朝统帅完颜合达在潼关击败蒙古将领朵豁勒忽。当年秋，窝阔台亲征，拖雷及其子蒙哥陪同前往，蒙哥由窝阔台的二皇后昂灰抚养长大（昂灰出身弘吉剌部，是窝阔台之子合失的生母）。因编年顺序方面的困难及后来对禁忌信息有所隐讳，此次战役诸事在史料记载中颇为混乱，以下是历史学家艾骛德梳理的大概情形。潼关兵败，危及窝阔台统治的稳定，窝阔台遂派速不台率蒙古军队援助朵豁勒忽，随后自己与近亲家族成员亲征。同年底，金军指挥官纥石烈牙吾塔与蒲鲜万奴以完颜陈和尚及其忠孝军精锐为先锋，解除蒙古军队对卫州的围困，速不台和史天泽所率蒙古军队战败，向北溃退。1231年，完颜陈和尚率忠孝军骑兵在倒回谷再度击败速不台所率蒙古军队。拖雷之子忽必烈在位期间编纂的史料，将倒回谷战败归咎于窝阔台错误判断，且认为后续胜利皆赖拖雷之功，窝阔台被塑造成意气用事的指挥官，需要拖雷以睿智言辞提醒他战争的现实情况。
潼关为金朝固守，蒙古军队在凋敝的陕西又逢饥荒，窝阔台与拖雷遂撤至今内蒙古自治区之地，与诸将谋划对策。拖雷基于父亲遗诏，献出一项计策，窝阔台决意采用此策：拖雷会同速不台、失吉忽秃忽展开大规模钳形攻势，借道陕西南部的宋朝疆土，迂回至潼关；而窝阔台则渡过黄河，进逼金朝南京开封；他们的叔叔帖木格率军由山东向西渡黄河，亦进逼开封。三路军队约定翌年春在开封会师。此冒险之策终奏成效——尽管据传拖雷所部因物资极度匮乏至极，竟至食人境地——但他成功从未遭兵燹的宋朝疆土筹集粮草，回师进入金朝河南之地，并于1232年2月9日与敌军在三峰山交战。金军兵力远超拖雷所部，且扬言要奸淫妇孺营中的蒙古妇女；拖雷部众取胜后，以蒙古人大规模鸡奸金军将士为报复。拖雷此战告捷，巩固他在蒙古朝廷中的地位；而窝阔台军事表现乏善可陈，自身地位则有所削弱。
同年稍后，拖雷在北京附近离奇薨逝，彼时他正与兄长北行，而速不台正在围攻开封。据《蒙古秘史》官方记载，拖雷在萨满仪式中舍生取义，以使窝阔台免受金朝恶灵的诅咒；尽管萨满试图以战利品、牲畜或平民为礼物，贿赂恶灵，但恶灵唯愿接受皇室成员的性命。据载，拖雷自愿赴此命运，且拖雷在父亲在世时曾有一预言，这一离奇记载令人怀疑拖雷为窝阔台谋害。艾骛德推测，此等怀疑或许正是《蒙古秘史》作者的意图所在。《蒙古秘史》作者受拖雷后裔资助，欲巧妙诋毁窝阔台一系的对手。艾骛德认为，志费尼所记拖雷死于酗酒这一平淡无奇的解释，最有可能是事实；不过，唆鲁禾帖尼宣扬官方说法，以巩固她家在蒙古朝廷的至高地位。
拖雷薨逝后，依窝阔台的旨意，唆鲁禾帖尼继承拖雷的财产，凭借亡夫在蒙古的大片领地，她成为大蒙古国最受敬重且权势颇大的人物。唆鲁禾帖尼在与钦察汗国术赤后裔拔都缔结同盟一事上发挥重要作用，最终促成1252年的拖雷系政变，使她长子蒙哥得以即皇帝位，并近乎彻底清洗窝阔台系和察合台系 。自夫妇二人次子忽必烈改国号为大元，拖雷系一直保有皇位，直至元朝覆灭，而夫妇二人第三子旭烈兀则为波斯伊兒汗国的创建者。1266年11月16日，忽必烈追尊拖雷为皇帝，谥号景襄皇帝，庙号睿宗，拖雷与唆鲁禾帖尼亦成为蒙古“八白室”祭祀中的重要人物，如今“八白室”祭祀总部设于成吉思汗陵。1310年1月7日，忽必烈的曾孙元武宗海山为高祖父拖雷加上尊谥仁圣，自此拖雷的谥号变为仁圣景襄皇帝。

## 家庭

### 妻妾
- 唆鲁禾帖尼别吉，克烈部可汗脱斡邻勒之弟札合敢不的女儿，是拖雷的妻妾中地位最高者，生四嫡子蒙哥、忽必烈、旭烈兀、阿里不哥，另有一子夭折，亦生一女不详何人[84]。
- 脱古思可敦，脱斡邻勒的孙女，畏忽之女。拖雷死后被旭烈兀收继为正妻。她在旭烈兀死后四个月零十一天，旭烈兀之子阿八哈即位前三天离世[85]。
- 领忽木可敦，出身乃蛮部的妻子，是西辽皇帝屈出律之女，作为战利品被掳获后沦为奴隶。生子忽睹都，生女额勒贴木儿。她的斡耳朵由阿里不哥次子灭里贴木儿接管[86]。
- 莎鲁黑可敦，出身乃蛮部的妾。生子术儿哥、末哥。莎鲁黑也是忽必烈的乳母，忽必烈在她死后时常缅怀她[87][88]。
- 马一实可敦，出身乃馬真氏的妾。生子拨绰[89]。
- 纳颜可敦，出身弘吉剌部的妻子[90]。
- 斡兀勒火亦迷失，出身斡亦剌部，忽都合别乞之女，先与拖雷订婚，后被蒙哥收继，因而常呼忽必烈与旭烈兀两位小叔子为“儿子”，忽必烈与旭烈兀也对她常怀敬畏。她与蒙哥生有二女[91]。

### 子女

#### 子
1. 蒙哥，唆鲁禾帖尼别吉所生[92][93]。托雷长子[94][95][93][96]。
2. 术儿哥，莎鲁黑可敦所生，与按陈的孙女不剌合（弘吉剌氏）结婚，早亡无后代[97]。《史集》和《通鑑續編》记为拖雷次子[94]，《元史》未载此子[95]。
3. 忽睹都，领忽木可敦所生，英年早亡，有一子二女。儿子秃克勒不花为妾不塔（钦察氏）所生，早亡无嗣；长女勒迷失与撒勒只台（弘吉剌氏）结婚，次女失林为妾浑都思（伯牙吾氏）所生，与博尔忽的后裔秃赤（许兀慎氏）结婚[86]。《史集》和《通鑑續編》记为拖雷第三子[94]，《元史》记为拖雷次子[95]。
4. （失其名）《元史》记为拖雷第三子[95]。
5. 忽必烈，唆鲁禾帖尼别吉所生[92][98]。《史集》、《通鉴续编》、《元史》记为拖雷第四子[94][98][95][96]。
6. （失其名）《元史》记为拖雷第五子[95]。
7. 旭烈兀，唆鲁禾帖尼别吉所生[92]。《史集》和《通鉴续编》记为拖雷第五子[94]，《元史》记为拖雷第六子[95]。
8. 阿里不哥，唆鲁禾帖尼别吉所生[92]。《史集》和《通鉴续编》记为拖雷第六子[94]，《元史》记为拖雷第七子[95]。
9. 拨绰，马一实可敦所生，有妻妾多人，育有多名儿子，由妻子察渾滅兒乞氏所生儿子薛必烈傑兒承袭父位[99][89]。《史集》记为拖雷第七子[94]，《元史》记为拖雷第八子[95]。
10. 末哥，莎鲁黑可敦所生，《史集》记载他比忽必烈晚两个月出生，贵由死后参与拥戴蒙哥即皇位，蒙哥死后支持忽必烈，在拖雷家族内战期间出征时亡故。有二子，长子昌童，次子也不干[100][88]。《史集》记为拖雷第八子[94]，《元史》记为拖雷第九子[95]。
11. 岁哥都，生母不详，脱黑帖木儿之父[101]。《史集》记为拖雷第九子[94]，《元史》记为拖雷第十子[95]。
12. 雪别台，生母不详[101]。《史集》记为拖雷第十子[94]，《元史》记为拖雷第十一子[95]。

#### 女
1. 独木干，与汪古部的镇国之子聂古得结婚，封赵国公主[102]。
2. 也速不花，与弘吉剌部的按陈之子斡陈结婚，封鲁国大长公主[103]。
3. 额勒贴木儿，领忽木可敦所生，比母亲晚死，与巴而思不花结婚[104]。

### 引用
1. ↑  柯劭忞. . 中華民國 （中文）. 憲宗即位，追上尊號，謚曰英武皇帝，廟號睿宗。至元二年，改謚景襄皇帝。至大二年，加謚仁聖景襄皇帝。
2. 1 2 3  《元史》卷6世祖本纪三：“（至元三年冬十月）丁丑，……太庙成，丞相安童、伯颜言：‘祖宗世数、尊谥庙号、增祀四世、各庙神主、配享功臣、法服祭器等事，皆宜定议。’命平章政事赵璧等集群臣议，定为八室。申禁京畿畋猎。”《元史》卷74祭祀志三·宗庙上：“（至元三年）冬十月，太庙成。丞相安童、伯颜言：‘祖宗世数、尊谥庙号、配享功臣、增祀四世、各庙神主、七祀神位、法服祭器等事，皆宜以时定。’乃命平章政事赵璧等集议，制尊谥庙号，定为八室。……皇考睿宗景襄皇帝、皇妣庄圣皇后第六室……”
3. 1 2 3  《元史》卷74祭祀志三·宗庙上：“（至大二年）十二月乙卯，亲享太庙，奉玉册、玉宝。……加上睿宗景襄皇帝曰仁圣，庙号睿宗，庄圣皇后曰显懿。”蘇天爵輯《元文類》卷10刘赓睿宗皇帝加上尊谥册文：“钦惟睿宗景襄皇帝孝友温恭，聪明浚哲。……加上尊谥曰仁圣景襄皇帝，庙号睿宗。”
4. ↑  柯劭忞. . 中華民國 （中文）. 是歲，改作金主，太祖主曰「成吉思皇帝」，睿宗題曰「太上皇也可那顏」，皇后皆題名諱。
5. ↑  Moule 1957，第102頁.
6. ↑  袁冀. . 中華民國: 臺灣商務印書館股份有限公司. 2006年9月1日: 第114頁. ISBN 9789570520866 （中文）. 復據《新元史》〈拖雷傳〉：「拖雷，太祖第四子也……，卒年四十。」《元史》〈太宗紀〉：「四年，壬辰……九月，拖雷薨。」故其卒於西元一二三二年。壽既四十歲，二者相減，則西元一一九二年，即拖雷之生年。
7. ↑  勒內·格魯塞. . 由藍琪翻译. 中華人民共和國: 商務印書館有限公司. 1998年5月1日: 第326頁. ISBN 9787100028622 （中文）. ②據一些史書，窩闊台繼任日期是1229年9月13日。窩闊台繼位後三年拖雷去世（1232年10月9日），當時只有40歲。他有力地行使了他監國的職能。
8. ↑  郝經.  （中文）. 本朝烈祖脫鸞皇帝自金房穿出，貴朝襄陽守臣以「爲是將圖金，何與於我」，不爲之拒，四川、荊襄隨以陷沒。
9. ↑  李有棠.  （中文）. （四庫本）《元史》……拖雷作圖類……。《續綱目》拖雷作圖壘。
10. ↑  李庭.  （中文）. 公奏曰：「臣名在四大王府有年，今改屬別部，何面目見唐妃子母乎？」上始怒，徐復喜曰：「爾言是也。」唐妃聞其言喜甚。四大王嘗謂妻子曰：「大哥吾所愛，爾輩勿以降虜視之。」及是，待遇益厚，與家人輩無異，以至唐妃親視公肥瘠，裁衣制帽以彰殊寵。
11. ↑  虞集.  （中文）. 上與皇太弟四太子大軍屯三鳳山，四太子是爲睿宗。
12. ↑  胡祗遹.  （中文）. 歲辛卯，從太上皇由金昌取均州諸城，明年壬辰，以王事終於軍。
13. ↑  Atwood 2004，第46, 542頁.
14. ↑  Mote 1999，第428頁; Ratchnevsky 1991，第228頁.
15. ↑  Atwood 2004，第4頁; Mote 1999，第428頁.
16. ↑  May 2018，第51頁.
17. ↑  Atwood 2004，第542頁; Togan 2016，第417–418頁.
18. ↑  Togan 2016，第416–420頁.
19. ↑  Ratchnevsky 1993，第77–78頁; Atwood 2004，第542頁.
20. ↑  Atwood 2004，第425, 542頁; Mote 1999，第417–420頁; Ratchnevsky 1991，第80頁.
21. ↑  Atwood 2004，第21, 511–512頁.
22. ↑  Broadbridge 2018，第91, 233頁.
23. ↑  Atwood 2004，第542頁; Mote 1999，第428頁; Ratchnevsky 1991，第89–90頁.
24. ↑  May 2018，第51–52頁; Ratchnevsky 1991，第110頁.
25. ↑  Atwood 2004，第542頁; Sverdrup 2017，第114頁.
26. ↑  Jackson 2017，第77–78頁; Buniyatov 2015，第114–117頁.
27. ↑  Biran 2012，第56–58頁; Jackson 2017，第78頁.
28. ↑  Boyle 2007，第308–311頁.
29. ↑  Boyle 2007，第311–314頁; Manz 2010，第134–135頁.
30. ↑  Jackson 2017，第79頁; Manz 2010，第134–135頁; Boyle 2007，第312頁.
31. ↑  Reinert 2011.
32. ↑  Manz 2010，第134–135頁; Jackson 2017，第79頁; Sverdrup 2017，第160–161頁.
33. ↑  Boyle 2007，第313頁.
34. ↑  Man 2004，第175–176頁; Boyle 2007，第313頁.
35. ↑  Boyle 2007，第313–314頁; Man 2004，第176–177頁.
36. ↑  Boyle 2007，第306–307頁.
37. ↑  Biran 2012，第60頁; Boyle 2007，第310, 314頁; Jackson 2017，第80頁.
38. ↑  Boyle 2007，第317頁.
39. ↑  Boyle 2007，第314頁; Sverdrup 2017，第161頁.
40. ↑  Atwood 2004，第343頁; Boyle 2007，第314–315頁; Morgan 1986，第74頁.
41. ↑  Biran 2012，第60頁; Man 2004，第174頁.
42. ↑  Jackson 2017，第80頁.
43. ↑  Boyle 2007，第315頁.
44. ↑  Boyle 2007，第315–317頁.
45. ↑  Boyle 2007，第316頁.
46. ↑  Atwood 2004，第344頁; Morgan 1986，第74–77頁.
47. ↑  Man 2004，第178–179頁.
48. ↑  Atwood 2004，第344頁; May 2018，第63頁; Morgan 1986，第78頁.
49. ↑  Biran 2012，第64–65頁.
50. ↑  May 2018，第66頁.
51. ↑  Fitzhugh, Rossabi & Honeychurch 2009，第109頁.
52. ↑  Togan 2016，第408–409頁; May 2018，第68頁.
53. ↑  Atwood 2004，第45頁.
54. ↑  Biran 2012，第69頁.
55. ↑  Favereau 2021，第65頁; Atwood 2004，第18頁; Biran 2012，第69頁.
56. ↑  Ratchnevsky 1991，第125頁; May 2018，第69頁.
57. ↑  May 2018，第69頁.
58. ↑  Mote 1999，第434頁; May 2018，第69頁; Favereau 2021，第65頁.
59. ↑  Barthold 1992，第457–458頁; Favereau 2021，第61–62頁.
60. ↑  Ratchnevsky 1991，第136–137頁; Atwood 2004，第278–279頁.
61. ↑  Atwood 2004，第81頁; May 2018，第69頁.
62. ↑  May 2018，第69–70頁; Barthold 1992，第463頁; Atwood 2004，第418頁.
63. ↑  Ratchnevsky 1991，第126–128頁; May 2018，第69–70頁; Boyle 2007，第540–541頁; Barthold 1992，第463頁.
64. ↑  Atwood 2004，第542頁; May 2018，第68–69頁.
65. ↑  邱轶皓. . 上海古籍出版社. 2019年: 49–61. ISBN 9787532591626.
66. ↑  Barthold 1992，第463頁; May 2018，第70–71, 94–95頁.
67. ↑  Barthold 1992，第463頁; May 2018，第94–95頁.
68. ↑  邱轶皓. . 复旦大学博士论文. 2011年: 57–58, 120–121, 125–126.
69. ↑  Atwood 2004，第277, 362頁.
70. ↑  Atwood 2015，第264–267頁.
71. ↑  Atwood 2015，第268–269頁.
72. ↑  Atwood 2015，第270–271頁; Sverdrup 2017，第233–238頁.
73. ↑  Atwood 2015，第271–272頁; Sverdrup 2017，第250–252頁.
74. ↑  Atwood 2015，第272–273頁.
75. ↑  Man 2004; Atwood 2004.
76. ↑  de Rachewiltz 2015，§272.
77. ↑  Atwood 2004，第542頁; Atwood 2008，第193頁; May 2018，第97–98頁.
78. ↑  Atwood 2008，第198–202頁.
79. ↑  Atwood 2008，第199–202頁; Atwood 2015，第273–274頁.
80. ↑  Atwood 2004，第362, 512頁.
81. ↑  Atwood 2004，第512頁; Biran 2012，第78頁; May 2018，第144–151頁.
82. ↑  Morgan 1986，第117頁; Biran 2012，第80–81頁.
83. ↑  Atwood 2004，第161–165頁; Moule 1957，第102頁.
84. ↑  al-Din 1998，第375-376, 466頁.
85. ↑  al-Din 1998，第57-58, 466-467, 510頁.
86. 1 2  al-Din 1998，第62, 375, 456頁.
87. ↑  al-Din 1998，第62, 375, 415-416頁.
88. 1 2  陈春晓. . 社会科学文献出版社. 2024年: 191. ISBN 9787522828947.
89. 1 2  《元史》卷117牙忽都列傳：“牙忽都，祖父撥綽，睿宗庶子也。撥綽之母曰馬一實，乃馬真氏。撥綽驍勇善騎射，憲宗命大將軍，北征欽察有功，賜號拔都。歲丁巳，分土諸侯王，賜蠡州三千三百四十七戶，為其食邑。撥綽娶察渾滅兒乞氏，生薛必烈傑兒。薛必烈傑兒娶弘吉剌氏，生牙忽都。”
90. ↑  al-Din 1998，第=455頁.
91. ↑  al-Din 1998，第61, 405-406頁.
92. 1 2 3 4  al-Din 1998，第375-376頁.
93. 1 2  《元史》卷3憲宗本紀：“憲宗桓肅皇帝，諱蒙哥，睿宗拖雷之長子也。母曰莊（獻）〔聖〕太后，怯烈氏，諱唆魯禾帖尼。歲戊辰，十二月三日生帝。時有黃忽答部知天𧰼者，言帝後必大貴，故以蒙哥爲名。”
94. 1 2 3 4 5 6 7 8 9 10  陳桱《通鑑續編》卷21：“睿宗皇帝娶克烈王可汗之弟阿鉗部女曰唆魯忽帖尼，生六子，長諱蒙哥，是為憲宗皇帝；次曰术兒哥；三曰忽覩都；四曰諱忽必烈，是為世祖皇帝；五曰旭烈；六曰阿里不哥。”
95. 1 2 3 4 5 6 7 8 9 10 11 12  《元史》卷107宗室世系表：“睿宗皇帝，十一子：長憲宗皇帝，次二忽睹都，次三失其名，次四世祖皇帝，次五失其名，次六旭烈兀大王，次七阿里不哥大王，次八撥綽大王，次九末哥大王，次十歲哥都大王，次十一雪別台大王。”
96. 1 2  《元史》卷115睿宗列傳：“子十一人，長憲宗，次四則世祖也。”
97. ↑  al-Din 1998，第79, 375, 456頁.
98. 1 2  《元史》卷4世祖本紀一：“世祖聖德神功文武皇帝，諱忽必烈，睿宗皇帝第四子。母莊聖太后，怯烈氏。以乙亥歲八月乙卯生。及長，仁明英睿，事太后至孝，尤善撫下。”
99. ↑  al-Din 1998，第321-323, 347, 375-376頁.
100. ↑  al-Din 1998，第62, 397, 400, 415-416, 420-421頁.
101. 1 2  al-Din 1998，第375-377頁.
102. ↑  《元史》卷109諸公主表：“趙國公主位：獨木干公主，睿宗女，適拜哈弟鄃王聶古䚟。”劉敏中敕賜駙馬趙王先德加封碑銘：“後鎮國封北平王。薨，子聶古得襲爵。略地江淮，薨於軍。尚睿宗女獨木干公主。”閻復駙馬高唐忠獻王碑銘：“鎮國之子聶古䚟，亦封北平王，尚睿宗皇帝女獨木干公主，略地江淮，殁於戎事。”
103. ↑  《元史》卷109諸公主表：“魯國公主位：魯國大長公主也速不花，睿宗女也，適皇國舅魯忠武王按嗔那顏子斡陳駙馬。”《元史》卷118特薛禪列傳：“（按陳）子斡陳，歲戊戌授萬戶，尚睿宗女也速不花公主。斡陳薨，葬不海韓。”
104. ↑  al-Din 1998，第456頁.

### 史料
- al-Din, Rashid,   [Compendium of Chronicles] 2, 由Thackston, W. M.翻译, Cambridge: Harvard University Press, 1998 （阿拉伯文及波斯文）
- Juvaini, Ata-Malik,   [History of the World Conqueror] 1, 由Andrew Boyle, John翻译, 1958 （波斯文）

### 资料来源
- Atwood, Christopher P., , New York: Facts on File, 2004  [2025-01-14], ISBN 978-0-8160-4671-3, （原始内容存档于2023-07-19）
- Atwood, Christopher P., , Mongolian Studies, 2008, 30/31: 189–206  [2025-01-14], JSTOR 43193541, （原始内容存档于2024-12-01）
- Atwood, Christopher P., , Journal of Song-Yuan Studies, 2015, 45: 239–278  [2025-01-14], JSTOR 44511263, S2CID 164390721, doi:10.1353/sys.2015.0006, （原始内容存档于2024-11-21）
- Barthold, Vasily, Bosworth, Clifford E. , 编,  Third, New Delhi: Munshiram Manoharlal, 1992  [2025-01-14], ISBN 978-8-1215-0544-4, （原始内容存档于2023-08-01）
- Biran, Michal, , Makers of the Muslim World, London: Oneworld Publications, 2012  [2025-01-14], ISBN 978-1-7807-4204-5, （原始内容存档于2023-06-11）
- Boyle, John Andrew, Boyle, J. A. , 编, , Cambridge: Cambridge University Press, 2007, ISBN 978-1-1390-5497-3, doi:10.1017/CHOL9780521069366
- Broadbridge, Anne F., , Cambridge Studies in Islamic Civilization, Cambridge: Cambridge University Press, 2018, ISBN 978-1-1086-3662-9
- Buniyatov, Z. M.,  , 由Mustafayev, Shahin; Welsford, Thomas翻译, Moscow: Nauka, 2015  [2025-01-14], ISBN 978-9-9433-5721-1, （原始内容存档于2025-02-09）
- Favereau, Marie, , Cambridge: Harvard University Press, 2021  [2025-01-14], ISBN 978-0-6742-5999-7, JSTOR j.ctv322v4qv, doi:10.2307/j.ctv322v4qv, （原始内容存档于2023-06-23）
- Fitzhugh, William W.; Rossabi, Morris; Honeychurch, William (编), , Washington: Mongolian Preservation Foundation, 2009, ISBN 978-0-2959-8957-0
- Jackson, Peter, , New Haven: Yale University Press, 2017  [2025-01-14], ISBN 978-0-3001-2533-7, JSTOR j.ctt1n2tvq0, （原始内容存档于2023-07-19）
- Man, John, , London: Bantam Press, 2004, ISBN 978-0-3123-1444-6
- Manz, Beatrice Forbes, , Morgan, David; Reid, Anthony  (编), , The New Cambridge History of Islam 1st, Cambridge: Cambridge University Press, 2010, ISBN 978-0-5218-5031-5
- May, Timothy, , Edinburgh: Edinburgh University Press, 2018  [2025-01-14], ISBN 978-0-7486-4237-3, JSTOR 10.3366/j.ctv1kz4g68, （原始内容存档于2023-04-24）
- Morgan, David, , The Peoples of Europe, Oxford: Blackwell Publishing, 1986, ISBN 978-0-6311-7563-6
- Mote, Frederick W., , Cambridge: Harvard University Press, 1999, ISBN 978-0-6740-1212-7
- Moule, Arthur C., , London: Routledge, 1957, OCLC 223359908
- (Shorter Version; edited by John C. Street), 由de Rachewiltz, Igor翻译, Bellingham: Western Washington University, 2015  [22 November 2022], （原始内容存档于2020-10-25）
- Ratchnevsky, Paul, , 由Thomas Haining翻译, Oxford: Blackwell Publishing, 1991, ISBN 978-0-6311-6785-3
- Ratchnevsky, Paul, , de Rachewiltz, Igor  (编), , Wiesbaden: Harrassowitz Verlag, 1993, ISBN 978-3-4470-3339-8
- Reinert, B., , , 2011
- Sverdrup, Carl, , Solihull: Helion & Company, 2017, ISBN 978-1-9133-3605-9
- Togan, Isenbike, , Zimonyi, Istvan; Karatay, Osman  (编), , Turcologica 104, Wiesbaden: Harrassowitz Verlag: 407–423, 2016  [2025-01-14], ISBN 978-3-4471-0664-1, （原始内容存档于2024-07-10）

## 纪年
根据《元史》卷1太祖本紀整理。拖雷监国时间为1228年至1229年农历八月，共二年。
| 元睿宗仁圣景襄皇帝（监国） | 元年   | 二年   |
| -------------------------- | ------ | ------ |
| 公元                       | 1228年 | 1229年 |
| 干支                       | 戊子   | 己丑   |

| 拖雷 孛兒只斤家族出生于：1192年?月?日逝世於：1232年10月9日 | 拖雷 孛兒只斤家族出生于：1192年?月?日逝世於：1232年10月9日 | 拖雷 孛兒只斤家族出生于：1192年?月?日逝世於：1232年10月9日 |
| 統治者頭銜                                                 | 統治者頭銜                                                 | 統治者頭銜                                                 |
| ---------------------------------------------------------- | ---------------------------------------------------------- | ---------------------------------------------------------- |
| 前任者： 成吉思皇帝                                        | 大蒙古國君主 （监国） 1227年—1229年                        | 繼任者： 窝阔台皇帝                                        |